# Palpares pardaloides
Palpares pardaloides is een insect uit de familie van de mierenleeuwen (Myrmeleontidae), die tot de orde netvleugeligen (Neuroptera) behoort. 
Palpares pardaloides is voor het eerst wetenschappelijk beschreven door van der Weele in 1907.